# Leopold VI Sławny
Leopold VI Sławny (ur. 1176 r., zm. 28 lipca 1230 r. w San Germano) – książę Austrii w latach 1198–1230 i Styrii w latach 1194–1230.
Leopold był młodszym synem Leopolda V i Heleny, królewny węgierskiej. Wbrew postanowieniom układu z Georgenberg po śmierci Leopolda V (zm. 1194 r.) państwo zostało podzielone. Starszy brat Leopolda Fryderyk I otrzymał Austrię, a Leopold Styrię. Oba księstwa zostały zjednoczone 4 lata później po niespodziewanej śmierci Fryderyka.
Leopld VI wziął udział w krucjacie przeciw albigensom w 1212 r. i w V krucjacie w latach 1217–1221.
Leopold podobnie jak jego poprzednicy wspierał klasztory. Założył opactwo cystersów w Lilienfeld, gdzie został pochowany. Był również dobroczyńcą franciszkanów i dominikanów. Lokował wiele miast, m.in. Wiedeń. Za jego czasów powstała pierwsza budowla gotycka w krajach naddunajskich Capella Speciosa w Klosterneuburg. Na jego dworze działali minnensingerzy, m.in. Walther von der Vogelweide, Neidhart von Reuental i Ulrich von Liechtenstein.
Za jego czasów dynastia Babenbergów osiągnęła szczyt potęgi, czego świadectwem było pośrednictwo Leopolda w konflikcie pomiędzy cesarzem Fryderykiem II a papieżem. W tym celu udał się do Włoch gdzie zmarł.
Leopold był żonaty z bizantyjską księżniczką Teodorą Angeliną. Miał z nią siedmioro dzieci, m.in. córkę Małgorzatę i synów Henryka II i Fryderyka II.